# مهدی بن‌عطیه
مهدی بن‌عطیه (زادهٔ ۱۷ آوریل ۱۹۸۷) بازیکن فوتبال سابق اهل کشور مراکش است.
او در کورکورن پاریس به دنیا آمد اما در سطح ملی برای تیم ملی مراکش بازی می‌کند و بخش اصلی بازیهای دوران جوانی اش را در آکادمی جوانان مارسی طی کرده‌است. قبل از انتقال آزاد به اودینزه در ۲۰۱۰ چندین بار به تیمهای تورس و لورینت قرض داده شد. وی در سال ۲۰۱۳ به رم پیوست و بعد از یک سال با قراردادی سه ساله راهی بایرن مونیخ شد. وی در سال ۲۰۱۶ به‌طور قرضی به مدت یک سال به باشگاه فوتبال یوونتوس پیوست و بعد از یک فصل بازی به‌طور قرضی در سال ۲۰۱۷ رسماً بازیکن یوونتوس شد. او اولین گل خود را برای باشگاه کلرمونت به ثمر رساند.

## اوایل زندگی
بن‌عطیه در کورکورن فرانسه از پدری مراکشی و مادری الجزایری به دنیا آمد.

## فعالیت حرفه‌ای

### مارسی
بن‌عطیه در سال ۲۰۰۳ به مارسی پیوست و دو سال بعد اولین قرارداد حرفه ای خود را با آنها امضا کرد. پس از دوره‌های قرضی در تورز و لوریان، او در ۱ ژوئیه ۲۰۰۸ با انتقالی آزاد به باشگاه کلرمون لیگ ۲ رفت.

### اودینزه
در ۱ ژوئیه ۲۰۱۰، بن‎‌عطیه دوباره به صورت رایگان با باشگاه اودینزه در سری آ قرارداد امضا کرد. او ۸۰ بازی در لیگ برای اودینزه انجام داد و شش گل به ثمر رساند.